# Булгарін Фадей Венедиктович
Фадей Венедиктович (Ян Тадеуш) Булгарін (нар. 5 липня 1789 — 13 вересня 1859) — російський і польський письменник, критик, видавець, журналіст.

## Біографія
Фаддей походив з болгарсько-албансько-польської родини з-під Мінська. Був знайомий з Тарасом Шевченком і зустрічався з ним на вечорах у О. Струговщикова. Був, очевидно, автором рецензії на «Кобзар» 1840, написаної з позиції «офіційної народності», в газеті «Северная пчела» (1840, № 101), яку редагували і видавали Б. і М. Греч. Разом з М. Гречем Булгарін редагував і видавав журнал «Сын отечества».

## Твори
Історичний роман «Мазепа» є найбільш правдивим з усіх художних творів, що були присвячені гетьманові. Російські літератори[хто саме?] вважають роман противагою поемі Олександра Пушкіна «Полтава», де гетьман критикується за зраду та зв'язок з малолітньою дочкою Кочубея.
В повісті «Близнецы» Тарас Шевченко згадував роман Булгаріна «Іван Іванович Вижигін».
- Правдоподобные небылицы, или Странствование по свету в XXIX веке (1824)
- Невероятные небылицы, или Путешествие к средоточию Земли (1825)
- Сцена из частной жизни в 2028 году (1828)
- Эстерка (исторический роман; 1828)
- Иван Иванович Выжигин (1829)
- Дмитрий Самозванец (исторический роман; 1830)
- Воздушный шар Архипа Фаддеича, или Утешение в горестях (1830)
- Мазепа (исторический роман; 1834)
- Дух фон-Визина на нижегородской ярмарке (1834)
- Где раки зимуют (1836)
- Отрывок из статистических и этнографических записок, ведённых глухо-немо-слепым путешественником во время пребывания его в безымённом городе, лежащем в неоткрытой поныне стране (1836)
- Разговор в царстве мёртвых (1836)
- Похождения Митрофанушки на Луне (1837)
- Памятные записки Чухина (1841)
- Беглая мысль (1842)
- Метемпсихоза, или Душепревращение (1842)
- Путешествие к антиподам на Целебный остров (1842)
- Письмо жителя кометы Белы к жителям Земли (1843)
- Письмо жителя кометы Белы к тому же самому жителю Земли (1843)
- Предок и потомки (сатирическая повесть; 1843)
- Первые сибирские воздухоплаватели (1845)